# Cabezón
Cabezón är en ort i Spanien.   Den ligger i provinsen Provincia de Valladolid och regionen Kastilien och Leon, i den centrala delen av landet, 170 km nordväst om huvudstaden Madrid. Cabezón ligger 708 meter över havet och antalet invånare är 2 540.
Terrängen runt Cabezón är platt åt nordväst, men åt sydost är den kuperad. Runt Cabezón är det glesbefolkat, med 15 invånare per kvadratkilometer. Närmaste större samhälle är Valladolid, 10,9 km sydväst om Cabezón. Trakten runt Cabezón består till största delen av jordbruksmark.